# ام زبد
ام زبد دهکده‌ای در شهرداری منقر، در ناحیه طیبات، استان ورقله، الجزایر است. این روستا در ۵ کیلومتری (۳/۱ مایلی) شمال غربی منقر و ۲۷ کیلومتری (۱۷ مایلی) شرق توگورت واقع شده است.